# Carole Angier
Carole Angier (Londra, 30 ottobre 1943) è una scrittrice e biografa inglese.
È nata a Londra ed è cresciuta in Canada prima di tornare nel Regno Unito poco più che ventenne. Ha trascorso molti anni come insegnante, tra cui presso l'Open University e il Birkbeck College. È conosciuta soprattutto per le biografie degli scrittori Jean Rhys e Primo Levi. Il primo è stato selezionato per il Whitbread Biography Award del 1991 e ha vinto il Writers 'Guild Award del 1991 per la Non-Fiction.